# Tagum
Tagum (offiziell: City of Tagum) ist eine Stadt in der Provinz Davao del Norte in den Philippinen. Sie ist zugleich die Provinzhauptstadt von Davao del Norte. Tagum hat 259.444 Einwohner (Zensus 1. August 2015).
Die Stadt trägt den Beinamen „Palm Tree City of the Philippines“ (Palmenstadt der Philippinen).
Tagum ist Sitz des Bistums Tagum.

## Sprache
Die Hauptsprache im Stadtgebiet ist Cebuano, das von über 80 Prozent der Einwohner gesprochen wird. Daneben werden Tagalog und Englisch in den Schulen gelehrt.

## Namensherkunft
Es gibt keine offizielle Aufzeichnung über die Bedeutung des Namens Tagum, aber eine Legende über die Herkunft des Namens Magugpo, der ursprünglichen Bezeichnung der heutigen Stadt.
Der Name Magugpo leitet sich ab von dem Wort mago aus einer einheimischen Sprache, die eine Bezeichnung für eine bestimmte Baumart ist und aus dem wort ugpo, was hoch bedeutet.
Gemäß einer Geschichte besiedelten die Einheimischen eine Flussebene, die sich in einem dicht bewachsenen Wald aus eben hohen Mago-Bäumen befand, wo kaum ein Sonnenstrahl das Blattwerk durchbrechen konnte. Der Bach, an dem diese Menschen lebten, existiert noch heute, aber das ehemals frische Wasser ist nun durch die Verschmutzung ungenießbar und tot.

## Geographie
Tagum ist ein lebendiger wirtschaftlicher Knotenpunkt nicht nur für die Provinz, sondern für die gesamte Region von Davao. Die Stadt dient als Hauptverbindung von dem 55 km entfernten Davao City zu den nördlichen Städten Butuan City (in Agusan del Norte), zu Mati City (in Davao Oriental) und zu der Provinz Surigao del Sur.
Sie wird begrenzt durch die Gemeinden Asuncion, New Corella und Mawab im Norden, Maco im Osten, sowie Dujali im Westen. Die Gemeinde Carmen liegt an der südwestlichen Stadtgrenze, während der Golf von Davao die südliche Grenze bildet.
Tagum wird von zwei Flüssen begrenzt, den Hijo River und den Tagum-Liboganon River. Beide Flüsse sind die Hauptkanäle für das Abwasser des Hochlandes und der Stadt und münden in den Golf von Davao.

## Wirtschaft
Durch ihre Lage am Golf von Davao, ihre Nachbarschaft zu der Großstadt Davao City und der Nachbarstadt Panabo, wächst ihre Bedeutung als Knotenpunkt für den Export von Gütern, wie Holzschnitzel, beschichtetes Sperrholz und Nutzholz.
Zudem gibt es innerhalb des Stadtgebietes große Bananenplantagen sowie agrarwirtschaftlich bebaute Landflächen für Kulturpflanzen und verschiedene Früchte.
Tagum gehörte 2005 zu den 20 wettbewerbsfähigsten Städten des Inselstaates und sie ist eine der am schnellsten wachsenden Städte in Mindanao. Sie ist ein Zentrum der Wirtschaft, des Gesundheitswesens und der Unterhaltung in dem Bezirk Davao-Region.

### Hochschulen
- University of Mindanao
- University of Southeastern Philippines

## Baranggays
Tagum politisch in 23 Baranggays (Ortsteile) untergliedert.
| - Apokon - Bincungan - Busaon - Canocotan - Cuambogan - La Filipina - Liboganon - Madaum - Magdum - Mankilam - New Balamban - Nueva Fuerza | - Pagsabangan - Pandapan - Magugpo Poblacion - San Agustin - San Isidro - San Miguel (Camp 4) - Visayan Village - Magugpo East - Magugpo North - Magugpo South - Magugpo West |

## Geschichte
Am Anfang war Magugpo eine riesige Wildnis, die von Völkern wie den Mansakas, Manguangans, Mandayas und den Kalagans bewohnt wurde.
Die erste Veränderung erlebte die Ortschaft Magugpo, als die ersten Einwanderer aus den Visayas und Luzon 1929 das Stadtgebiet erreichten, um sich hier anzusiedeln. Es wurden in der Folge mehr Häuser gebaut, der Straßenbau vorangetrieben und in den frühen 1930er Jahren ein Schulgebäude mit Kapelle und einem Rasthaus errichtet.
Am 23. Juni 1941 wurde durch den Executive Order Nr. 452, unterzeichnet durch Commonwealth-Präsident Manuel Quezon, der Ort Magugpo zu einer eigenständig verwaltenden Gemeinde ernannt.
Bevor die Gemeinde sich jedoch organisieren konnte, erreichte der Zweite Weltkrieg die Philippinen und zerstörte große Teile der Ansiedlung. Lediglich fünf Häuser in Magugpo blieben unbeschädigt.
Im Jahre 1948 kam es zu der Umbenennung von Magugpo in Tagum durch das Inkrafttreten einer Resolution der Gemeindeversammlung. 1949 spaltete sich der Baranggay Panobo von Magugpo ab und wurde eine eigenständig verwaltete Gemeinde, aus der später die Stadt Panabo erwuchs. Zwischen 1951 und 1955 veränderte sich durch den Bau eines ganzen Straßennetzes, des Rathauses, eines Gesundheitszentrums und eines öffentlichen Marktes das Bild der Gemeinde stark.
Im Jahre 1967 wurde die große Provinz Davao in drei neue Provinzen aufgeteilt und der Sitz der Provinzregierung von Davao del Norte der Gemeinde Tagum zugesprochen.
1995 erhöhte sich die Anzahl der Baranggays von Tagum durch die Teilung des Baranggay Poblacion. Daraus resultierten 4 neue Baranggays: Magugpo North, Magugpo South, Magugpo East und Magugpo West.
Am 30. Januar 1998 wurde die Gemeinde Tagum mittels der Unterzeichnung des Republic Act 8472 durch Präsident Fidel Ramos und der Ratifizierung durch die Bürger von Tagum über einen Volksentscheidung am 7. März 1998 in den Status einer Stadt erhoben.
Im Jahre 2006 bekam die Stadt durch die Lokalregierung den Beinamen Palm Tree City of the Philippines.

## Sehenswürdigkeiten
- Die “Christ the King Cathedral” (Christus der König Kathedrale)
- Der größte Rosenkranz der Welt
- Der Unterwasser Marinepark
- Das Durian Festival
- Der Strand von Liboganon
- Das Toyozu Ressort